# The Haunting of Sharon Tate
Pour plus de détails, voir Fiche technique et Distribution.
The Haunting of Sharon Tate est un thriller d'horreur américain écrit et réalisé par Daniel Farrands et mettant en vedette Hilary Duff, Jonathan Bennett, Lydia Hearst, Pawel Szajda et Ryan Cargill. Le film, sorti en 2019, est basé sur le meurtre de Sharon Tate et de ses amis en 1969 mélangés à des éléments de fiction. Il suit l'actrice Sharon Tate, interprétée par Duff, qui souffre des prémonitions de son meurtre des mains des partisans de Charles Manson.
Il est sorti aux États-Unis le 5 avril 2019 chez Saban Films.

## Synopsis
En août 1968, l'actrice Sharon Tate raconte à un journaliste un cauchemar qu'elle a vécu dans lequel elle et son ami, Jay Sebring, se font trancher la gorge chez elle, au 10050 Cielo Drive, dans la section Benedict Canyon de Los Angeles. Un an plus tard, Sharon, enceinte, retourne dans sa « maison d'amour » après avoir passé six mois en Europe à tourner The Thirteen Chairs (12 + 1). Elle est d'abord heureuse de retrouver son ami (et autrefois amoureux) Jay, et ses amis et gardiennes de maison Abigail (Gibby) Folger, et le petit ami d'Abigail, Wojciech (Voytek) Frykowsky, un ami d'enfance de son mari, Roman Polanski, resté en Europe pour terminer le scénario de son film Le Jour du dauphin, mais a assuré à Sharon qu'il serait à la maison à temps pour la naissance prochaine de leur bébé. Cette nuit-là, Sharon confie à Jay qu'elle croit que Roman a une autre liaison ; Jay lui dit que ce n'est pas forcément le cas, mais Sharon est déterminée à sauver son mariage pour le bien du bébé. Plus tard, Sharon se met en colère en découvrant qu'un nouveau gardien, un jeune homme du nom de Steven Parent, vit dans une caravane sur la propriété à son insu et demande ce qui est arrivé à Will Garretson, l'ancien gardien, et reçoit comme réponse « qu'il n'est plus là depuis un certain temps ». Cette nuit-là, alors que le groupe socialise, Voytek répond à un coup à la porte et ouvre à un inconnu aux cheveux longs (Charles Manson) qui demande à voir « Terry ». Voytek dit à Manson que la maison appartient maintenant à Sharon et Roman, et qu'il ne connait pas sa résidence actuelle.
Le lendemain matin, Sharon et Abigail vont se promener et rencontrent deux femmes étranges, puis trouvent le chien de compagnie de Sharon mort le long du sentier. Dans l'étude de la maison, Sharon découvre un enregistrement de musique folklorique de Charles Manson, laissé par l'ancien propriétaire de la résidence, le producteur de musique Terry Melcher. La musique la dérange et elle se souvient de la voix comme étant celle de l'homme de son cauchemar. Sharon exprime plus tard à Jay qu'elle trouve le séjour prolongé d'Abigail et Voytek chez elle oppressant et qu'elle souhaite qu'ils partent. Cette nuit-là, Abigail voit une femme debout devant la fenêtre de sa chambre. Sharon fait un cauchemar : elle, Jay, Abigail et Voytek sont brutalement assassinés par les adeptes de Manson, Tex Watson, Patricia Krenwinkel alias "Yellow" et Susan Atkins.
Sharon devient convaincue que Manson et ce groupe de personnes complotent pour la tuer, mais Abigail et Voytek rejettent ses craintes comme de la paranoïa découlant de sa grossesse. Sharon apporte l'enregistrement de Manson à Steven, qui connaît bien la technologie, et il détermine qu'il contient des messages subliminaux lorsqu'il est joué à l'envers, révélant l'expression « Helter Skelter ». Sharon fait ensuite un cauchemar dans lequel elle trouve le cadavre de Steven dans sa voiture et devient convaincue que les rêves sont des prémonitions. Quand Sharon croit qu'elle va accoucher, Steven court pour démarrer sa voiture. Sharon voit que les partisans de Manson sont arrivés et se précipite vers la voiture, tentant de contrecarrer son meurtre imminent. Steven écrase la voiture dans une clôture, et lui et Sharon s'enfuient vers la maison à pied, alors que Tex tire dans leur direction à plusieurs reprises.
Dans la maison, Sharon, Abigail, Steven et Voytek tentent de barricader les entrées et découvrent que l'électricité est coupée. Jay arrive à la maison au moment où ils sont confrontés à Tex, qui dit à Jay qu'il est le diable et qu'il est venu « faire les affaires du diable ». Tex et Susan les font entrer dans le salon, où Steven et Voytek sont liés et bâillonnés. Sharon parvient à contrecarrer le plan des tueurs en poignardant Tex avec un canif et en libérant Jay, ce qui entraîne une mêlée dans laquelle Abigail écrase la tête de Susan sur le coin d'une table, la tuant.
Sharon, Jay, Abigail et Steven se retirent dans la caravane de Steven pendant que Patricia cherche Voytek, qui se cache toujours dans la maison. Yellow tente de le tuer, mais il la bat violemment avant de la noyer dans la baignoire. Tex, blessé mais toujours en vie, suit le groupe alors que Steven tente d'utiliser une radio CB pour appeler à l'aide. Tex fracture la caravane, mais Steven le bat avec une pelle avant que Sharon ne lui tire dessus.
À l'aube, le groupe s'approche de la maison et alors que les autres continuent vers la route principale, Sharon revient pour observer la scène du crime. Elle est choquée de découvrir les cadavres de Jay, Voytek, Abigail et elle-même ; les événements précédents n'étaient qu'une possibilité alternative imaginée et elle se rend compte que ses prémonitions étaient en fait des souvenirs de ce qui s'était déjà produit. Elle et les autres étaient, en fait, des fantômes. Sharon, Jay, Abigail, Voytek et Steven — réalisant qu'ils sont dans l'au-delà — s'éloignent de la maison, Sharon tenant l'enfant auquel elle n'a pas pu donner naissance.

## Fiche technique
- Titre original : The Haunting of Sharon Tate
- Réalisation : Daniel Farrands
- Scénario : Daniel Farrands
- Photographie : Carlo Rinaldi (en)
- Montage : Dan Riddle
- Musique : Fantom
- Pays d'origine : États-Unis
- Langue originale : anglais
- Format : couleur
- Genre : Drame, thriller et horreur
- Durée : 94 minutes
- Dates de sortie :  
  - États-Unis : 2019

## Distribution
- Hilary Duff : Sharon Tate
- Jonathan Bennett : Jay Sebring
- Lydia Hearst : Abigail Folger
- Pawel Szajda : Wojciech Frykowski
- Ryan Cargill : Steven Parent
- Tyler Johnson : Tex Watson
- Bella Popa : Sadie
- Fivel Stewart : Yellow
- Ben Mellish : Charles Manson
- Joshua Lang : Manson Family Driver

Images d'archive
- Susan Atkins : elle-même
- Charles Manson : lui-même
- Sharon Tate : elle-même

## Distribution et sortie
En novembre 2018, Saban Films acquiert les droits de distribution du film qui sort le 5 avril 2019.

### Récompenses
| Année | Prix                                                | Catégorie                                                      | Destinataire (s)                                               | Résultat   | Ref.  |
| ----- | --------------------------------------------------- | -------------------------------------------------------------- | -------------------------------------------------------------- | ---------- | ----- |
| 2019  | Prix du festival du film indépendant Hollywood Reel | Meilleure image                                                | La hantise de Sharon Tate                                      | Nomination | [ 3 ] |
| 2019  | Prix du festival du film indépendant Hollywood Reel | Meilleur film d'horreur                                        | La hantise de Sharon Tate                                      | Lauréat    | [ 3 ] |
| 2019  | Prix du festival du film indépendant Hollywood Reel | Meilleur réalisateur                                           | Daniel Farrands                                                | Lauréat    | [ 3 ] |
| 2019  | Prix du festival du film indépendant Hollywood Reel | Meilleure actrice                                              | Hilary Duff                                                    | Lauréat    | [ 3 ] |
| 2020  | Prix Golden Raspberry                               | Pire image                                                     | Lucas Jarach, Daniel Farrands et Eric Brenner                  | Nomination | [ 4 ] |
| 2020  | Prix Golden Raspberry                               | Pire actrice                                                   | Hilary Duff                                                    | Lauréat    | [ 4 ] |
| 2020  | Prix Golden Raspberry                               | Pire scénario                                                  | Daniel Farrands                                                | Nomination | [ 4 ] |
| 2020  | Prix Golden Raspberry                               | Pire mépris téméraire pour la vie humaine et les biens publics | Pire mépris téméraire pour la vie humaine et les biens publics | Nomination | [ 4 ] |